# 特朗布利
特朗布利（法語：Trambly，法語發音：[tʁɑ̃bli]）是法国索恩-卢瓦尔省的一个市镇，属于马孔区。

## 地理
特朗布利（46°19'37"N, 4°32'0"E）面积12.08 平方千米，位于法国勃艮第-弗朗什-孔泰大區索恩-卢瓦尔省，该省份为法国中部省份，北起顺时针与科多尔省、汝拉省、安省、罗讷省、卢瓦尔省、阿列省和涅夫勒省接壤。
与特朗布利接壤的市镇（或旧市镇、城区）包括：栋皮埃尔莱索尔姆、马图尔、旧圣皮埃尔、格罗讷河畔纳武尔。

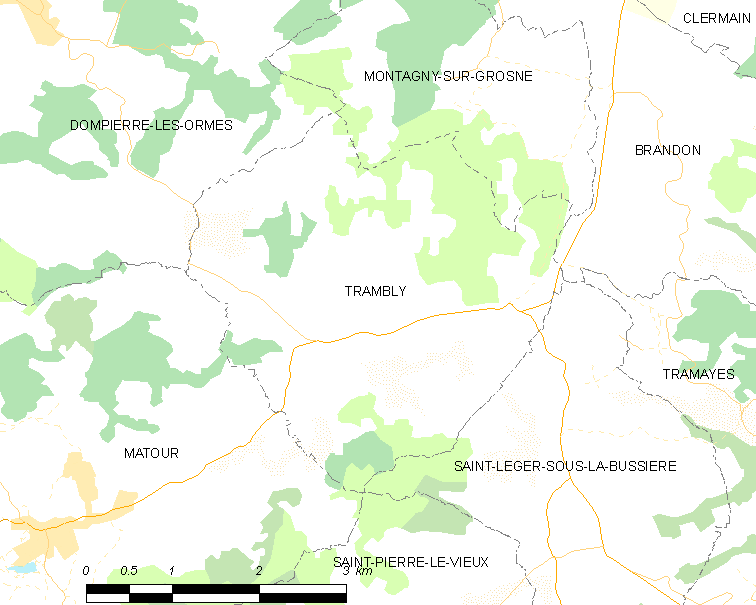
特朗布利的OSM定位图

特朗布利的时区为UTC+01:00、UTC+02:00（夏令时）。

## 行政
特朗布利的邮政编码为71520，INSEE市镇编码为71546。

## 政治
特朗布利所属的省级选区为拉沙佩勒德甘谢县。

## 人口

1962-2008年间特朗布利人口变化图示

特朗布利于2022年1月1日时的人口数量为398人。